# Leopoldo Mazzarolli
Leopoldo Mazzarolli (Treviso, 19 ottobre 1930 – Padova, 4 marzo 2015) è stato un giurista italiano, esperto di diritto amministrativo.

## Attività accademica
Laureatosi presso l'Università di Padova sotto la guida di Enrico Guicciardi, divenne dapprima assistente ordinario presso la Facoltà di giurisprudenza patavina, indi libero docente e, nel 1964, vincitore del concorso a cattedra in istituzioni di diritto pubblico. Insegnò due anni presso la Facoltà di economia di Ca' Foscari a Venezia e, dal 1967, in quella di giurisprudenza dell'Università di Padova.
Alla morte di Enrico Guicciardi, nel 1970, gli succedette nella cattedra di diritto amministrativo della Facoltà giuridica dell'Ateneo padovano (di cui fu consigliere di amministrazione, nonché pro-rettore vicario dal 1972 al 1974), decidendo in seguito di condividere l'insegnamento della materia prima con Francesco Gullo e, successivamente all'uscita di ruolo di quest'ultimo, con Gherardo Bergonzini, entrambi allievi diretti di Guicciardi.
Fu autore, fin dagli anni '50, di svariate pubblicazioni in materia di provvedimento amministrativo, pianificazione urbanistica, giustizia amministrativa, proseguendo gli insegnamenti del proprio Maestro Guicciardi nel solco di una rigorosa logica giuridica e di un'analisi concettuale degli istituti giuridici oggetto di studio, espungendo dal proprio metodo di studio commistioni con fenomeni economici, politici, sociologici.
Soprattutto negli ultimi anni di carriera, il nome di Mazzarolli è stato associato al manuale di diritto amministrativo da lui curato assieme ad altri professori universitari, quali Giuseppe Pericu, Fabio Alberto Roversi Monaco, Alberto Romano, Franco Gaetano Scoca, particolarmente diffuso in molte Università italiane e caratterizzato da una trattazione problematica dell'intera materia, evitando le semplificazioni tipiche di molti manuali istituzionali.
Dopo la sua uscita di ruolo, gli sono stati dedicati quattro volumi di scritti giuridici, con i quali buona parte dei professori ordinari di diritto amministrativo ... ha voluto onorare l'opera scientifica di Mazzarolli.
Era honorar professor nell'Università austriaca di Innsbruck, dove ha insegnato per molti anni diritto amministrativo.

## Altre attività di rilievo pubblico
È stato componente del Consiglio Nazionale Forense, rappresentando in quella sede il distretto di Corte d'Appello di Venezia (comprensivo quindi di tutto il Veneto).
È stato componente del Consiglio di Amministrazione della Banca Antonveneta e della Compagnia Italiana Grandi Alberghi (C.I.G.A.).
Socio effettivo e poi soprannumerario dell'Accademia Galileiana di Scienze, Lettere ed Arti di Padova, è stato socio effettivo e ora onorario dell'Accademia nazionale di scienze lettere e arti di Modena, così come dell'Ateneo di Treviso. È socio non residente dell'Ateneo Veneto.
È stato per due mandati presidente dell'Istituto veneto di scienze, lettere ed arti di cui è attualmente presidente emerito e socio soprannumerario. È presidente in carica dell'Ente nazionale intitolato a Francesco Petrarca.
È uno dei fondatori della rivista giuridica Diritto e società; fa parte del direttivo della rivista Diritto amministrativo. Ha diretto a lungo la Rivista giuridica dell'urbanistica e Il diritto della Regione, dimettendosi da quest'ultima nel momento in cui l'allora presidente della regione Veneto Carlo Bernini tentò di esercitare sulla direzione pressioni di carattere politico.
È stato componente del consiglio direttivo dell'Associazione dei cavalieri italiani del sovrano militare ordine di Malta (ACISMOM).
Era giornalista pubblicista.

## Attività politica
Pur senza partecipare alla politica attiva, Mazzarolli non ha mai nascosto, in dibattiti pubblici, la propria adesione a valori liberali e moderati.
Nel marzo del 1976 aderì al Manifesto per la Libertà, promosso da docenti universitari e uomini di cultura (Achille Albonetti, Giuseppe Alessi, Domenico Bartoli, Manlio Brosio, Antonio Calvi, Sergio Cotta, Augusto Del Noce, Aldo Garosci, Guido Gonella, Antonio La Pergola, Angelo Magliano, Bruno Molajoli, Domenico Ravaioli, Rosario Romeo).
In vista delle imminenti elezioni politiche, gli intellettuali firmatari ed aderenti al manifesto richiamavano l'attenzione del mondo cattolico e laico nei confronti della crescente affermazione del Partito Comunista Italiano, visto come strumento di affermazione di un programma politico totalitario, in contrasto con la natura democratica dello Stato costituzionale di diritto affermata nella Costituzione.
Fra i firmatari del manifesto figuravano anche Nicola Abbagnano, Sergio Cotta, Renzo De Felice, Augusto Del Noce, Elio Fazzalari, Domenico Fisichella, Vittorio Mathieu, Sergio Ricossa, Rosario Romeo, Giovanni Sartori, Egidio Tosato.
Fra gli aderenti al manifesto, oltre a Mazzarolli, figuravano noti giuristi come Lorenzo Acquarone, Aldo Attardi, Giuseppe Bettiol, Eugenio Cannada Bartoli, Luigi Carraro, Pio Ciprotti, Alberto Crespi, Orio Giacchi, Natalino Irti, Federico Stella, nonché noti esponenti di altri rami della cultura accademica italiana come Vittore Branca, Antonio Eula, Antonio Padoa Schioppa, Ettore Paratore, Giovanni Prodi, Piero Treves.

## Pubblicazioni
- Il Periodo di prova degli impiegati civili dello Stato - Milano - Giuffré - 1959
- I piani regolatori urbanistici nella teoria giuridica della pianificazione - Padova - CEDAM - 1962
- Gli atti amministrativi di conferma I. Le decisioni- Padova - CEDAM - 1964
- Evoluzione storica degli organi istituzionali della Provincia con particolare riguardo al Presidente della Giunta provinciale, in AA.VV., Le Province - Milano - Neri Pozza - 1968
- Regolamento edilizio, in Novissimo Digesto - Torino - UTET - 1968
- Gli atti amministrativi di conferma II. Provvedimenti e meri atti- Padova - CEDAM - 1969
- Codice amministrativo - a cura di L. Raggi, E. Guicciardi, L. Mazzarolli - 4. ed. - Padova - CEDAM - 1969
- Ricorso straordinario e garanzia costituzionale della giurisdizione per i controinteressati, in AA.VV, Studi in memoria di Carlo Esposito - Padova - CEDAM - 1972
- Piano di lottizzazione e poteri del Comune, in AA.VV., Il piano di lottizzazione, oggi, Milano - Giuffré - 1971
- L'indennità di espropriazione, in AA.VV., Indennità di espropriazione. I mercati all'ingrosso, Milano - Giuffré - 1972
- L'atto definitivo, la teoria dell'assorbimento e la riforma delle leggi sulla giustizia amministrativa, in AA.VV, Studi in memoria di Enrico Guicciardi, Padova - CEDAM - 1975
- Sul nuovo regime della proprietà immobiliare, in Rivista di diritto civile - 1978
- Il controllo sugli atti (Spunti critici e prospettive di riforma degli organi e dei metodi di controllo), in AA.VV., Realtà e prospettive dei controlli sugli enti locali territoriali, Milano - Giuffré - 1979
- Considerazioni sull'indennità di espropriazione alla luce della più recente giurisprudenza costituzionale, in AA.VV., Scritti in onore di Egidio Tosato, Milano - 1982
- L'autonomia delle Università e delle Accademie nella Costituzione italiana, in AA.VV., Studi in onore di Antonio Amorth, Milano - Giuffré - 1982
- Il Consiglio di Stato come giudice di diritti soggettivi, in AA.VV., Atti del Convegno celebrativo del 150º anniversario della istituzione del Consiglio di Stato, Milano - Giuffré - 1983
- Sul regime delle sanzioni amministrative in materia urbanistico-edilizia: dalla legge n. 1150 del 1942 alla legge n. 47 del 1985, in AA.VV., Studi in memoria di Vittorio Bachelet, Milano - Giuffré - 1987
- Conferma dell'atto amministrativo, in Enciclopedia giuridica, Roma - 1988
- Convalida, II) Convalida dell'atto amministrativo, in Enciclopedia giuridica, Roma - 1988
- Concessione e autorizzazione edilizia, in Digesto, IV ed., vol. III pubblicistico, Torino - UTET - 1989
- Profili evolutivi della tutela giurisdizionale amministrativa, in Diritto e società - 1990
- Attualità dei ricorsi gerarchici propri e impropri, in AA.VV., Prospettive del processo amministrativo, Padova - CEDAM - 1990
- Ratifica, II) Diritto amministrativo, in Enciclopedia giuridica, Roma - 1991
- Il diverso valore del silenzio dell'autorità gerarchica sui ricorsi per motivi di legittimità e per motivi di merito, in AA.VV, Studi in memoria di Augusto Cerino Canova, Bologna - Monduzzi - 1992
- Presentazione a E. GUICCIARDI, La giustizia amministrativa, ristampa della I edizione (1942), Padova - CEDAM - 1994
- La pluralità di appelli nel processo amministrativo, in AA.VV., Studi in onore di Feliciano Benvenuti, Modena - Mucchi - 1996
- Piano regolatore generale, in Digesto, IV ed., vol. XI pubblicistico, Torino - UTET - 1996
- Professori universitari, Università e garanzia costituzionale dell'autonomia universitaria, in AA.VV., Perspectivas Constitucionais Nos 20 anos da Constituição de 1976, Coimbra - Coimbra Editora - 1997
- La giurisdizione sui regolamenti è diritto oggettivo ?, in AA.VV., Impugnazione e disapplicazione dei regolamenti, Torino - Giappichelli - 1998
- Elogio e necrologio del professore universitario - Milano - Giuffré - 1998
- Proprietà immobiliare - Pianificazione territoriale - Attività edilizia, Padova - CEDAM - 1999
- Il piano territoriale di coordinamento provinciale e le pianificazioni di settore - di L. Mazzarolli et al. - Rimini - Maggioli - 2001
- Diritto amministrativo, IV ed. interamente riveduta, a cura di L. Mazzarolli, G. Pericu, A. Romano, F.A. Roverso Monaco, F.G. Scoca, Bologna - Monduzzi - 2005